# Tuio Becker
Luiz Fernando Becker, de nome profissional Tuio Becker (Santa Cruz do Sul, 8 de agosto de 1943 – Porto Alegre, 2 de maio de 2008) foi um jornalista, cineasta e crítico de cinema brasileiro.
Começou a publicar textos sobre cinema aos 17 anos, ainda em sua cidade natal, no jornal Gazeta do Sul. Em 1963 mudou-se para Porto Alegre, onde se graduou em Arquitetura pela UFRGS, não chegando a exercer a profissão. A partir do início dos anos 1970, trabalhou como jornalista na Folha da Manhã, Folha da Tarde, Zero Hora e Correio do Povo, quase sempre na área cultural, e especialmente na crítica cinematográfica.
Realizou vários filmes de curta e média metragem, em super-8 e 16 mm. Seu curta "226" foi premiado como Melhor Documentário no Festival Super-8 de Gramado em 1982, e ainda recebeu prêmio de Melhor Fotografia no Festival Super-8 do Grife, São Paulo em 1983. Tuio também assinou roteiro e montagem de filmes de outros realizadores, como Sérgio Silva e Antônio Carlos Textor. Trabalhou como ator no longa "O Negrinho do Pastoreio" (1973) e em alguns curtas.
Em 1990, em parceria com Sérgio Silva, escreveu e dirigiu o longa-metragem "Heimweh, Nostalgia", crônica ficcional da vida de um imigrante alemão no interior do Rio Grande do Sul. O filme é bilíngüe, falado em português e no dialeto alemão da região.
Publicou um livro de história do Cinema Gaúcho (1986), organizou uma coletânea de textos sobre o mesmo tema (1995) e, em 2003, teve suas críticas e contos reunidas na obra "Sublime Obsessão", volume 8 da coleção "Escritos de Cinema", organizada pela Secretaria Municipal de Cultura de Porto Alegre.
Aposentou-se em 2001 e pouco depois começou a apresentar sintomas do Mal de Alzheimer, de cujas complicações veio a falecer em 2008.

## Filmografia (como diretor)
- 1990: "Heimweh, Nostalgia" (longa, 16mm, co-dir. Sérgio Silva)
- 1985: "Banquisa" (curta, super-8)
- 1982: "226" (curta, super-8)
- 1980: "Contos Neuróticos" (média, super-8)
- 1979: "Os Familiares" (curta, super-8, co-dir. Sérgio Silva)
- 1979: "Abrenúncio (curta, super-8, co-dir. Sérgio Silva)
- 1977: "Mágico Mistério Malagoli" (curta, 16mm)